# Xenothallus vulcanicolus
Xenothallus vulcanicolus là một loài rêu trong họ Pallaviciniaceae. Loài này được R.M. Schust. mô tả khoa học đầu tiên năm 1963.
Danh pháp khoa học của loài này chưa được làm sáng tỏ. 